# Hotel Continental (Buenos Aires)
El 725 Continental Hotel (más conocido como Hotel Continental) fue un hotel que se funcionaba en Avenida Presidente Roque Sáenz Peña 725, en la ciudad de Buenos Aires, Argentina.
El edificio fue proyectado en 1927 por el arquitecto Alejandro Bustillo para la Compañía de Seguros “La Continental”, propietaria del hotel en sus primeros tiempos. Ocupa una manzana de formato triangular, enmarcada por la Avenida Sáenz Peña y las calle Maipú y Teniente General Perón. Su fachada toma elementos de la arquitectura neoclásica, como las inmensas columnas que se extienden a lo largo de tres plantas, denotando la influencia del academicismo francés muy fuerte en Bustillo; y sin embargo se trata de una propuesta moderna e innovadora para su época.
Construido por la compañía Erik Schmidt, se inauguró en 1931 y contaba con 186 habitaciones, confitería y un entrepiso de oficinas. Adquirido por Compañía Hotelera Argentina S.A., fue remodelado por el estudio Urgell-Penedo-Urgell en el año 2005.
En agosto de 2010, la Legislatura de Buenos Aires le impuso nivel de protección estructural, considerándolo parte del patrimonio arquitectónico de la ciudad, junto con otras obras de Bustillo.

### Huéspedes ilustres
- Robert Lowell
- Dizzy Gillespie
- Quincy Jones

### Galería
Fotos de Talleres Metalúrgicos San Martin

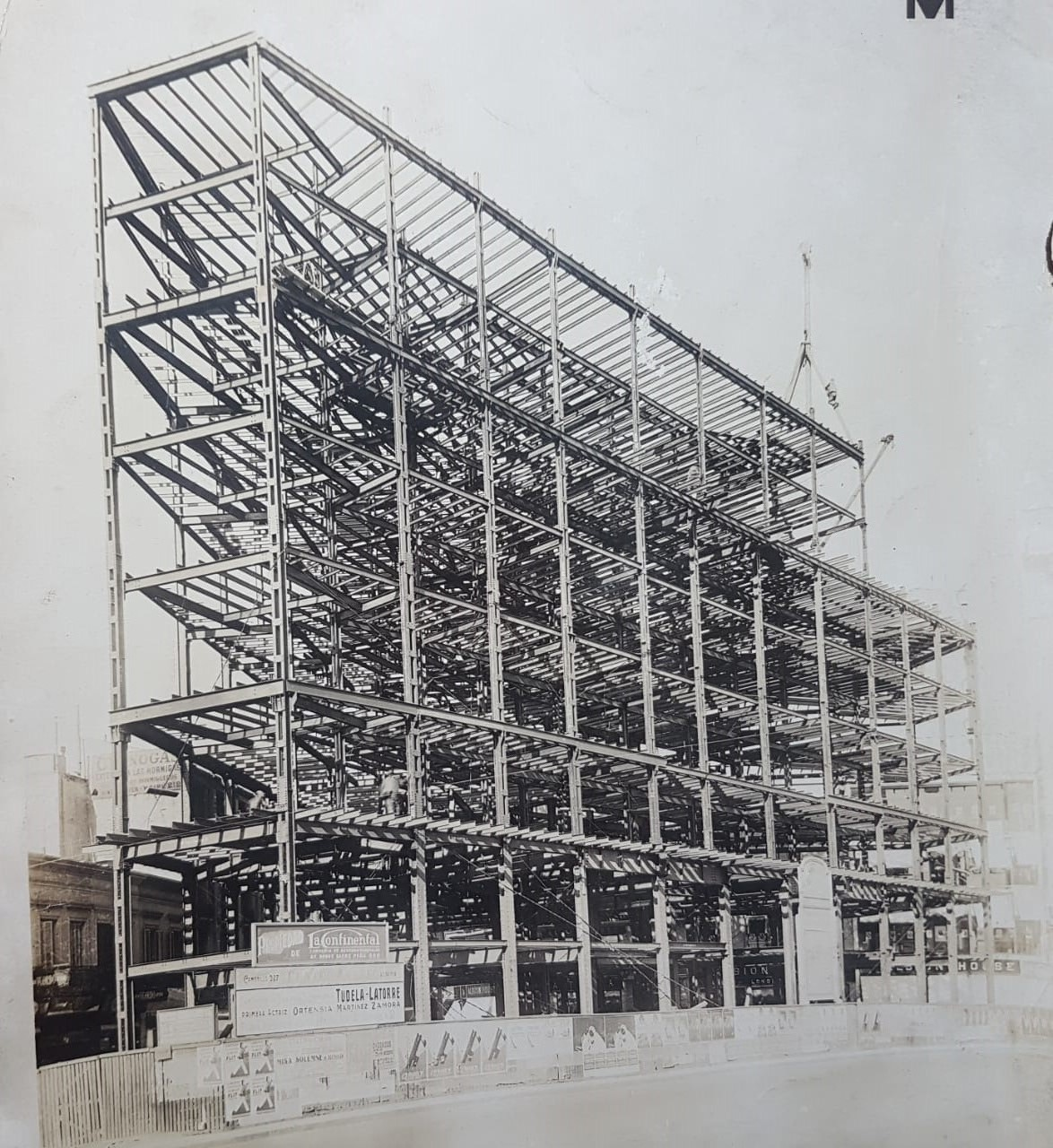
Center|Hotel Continental Hotel en obras (1928)
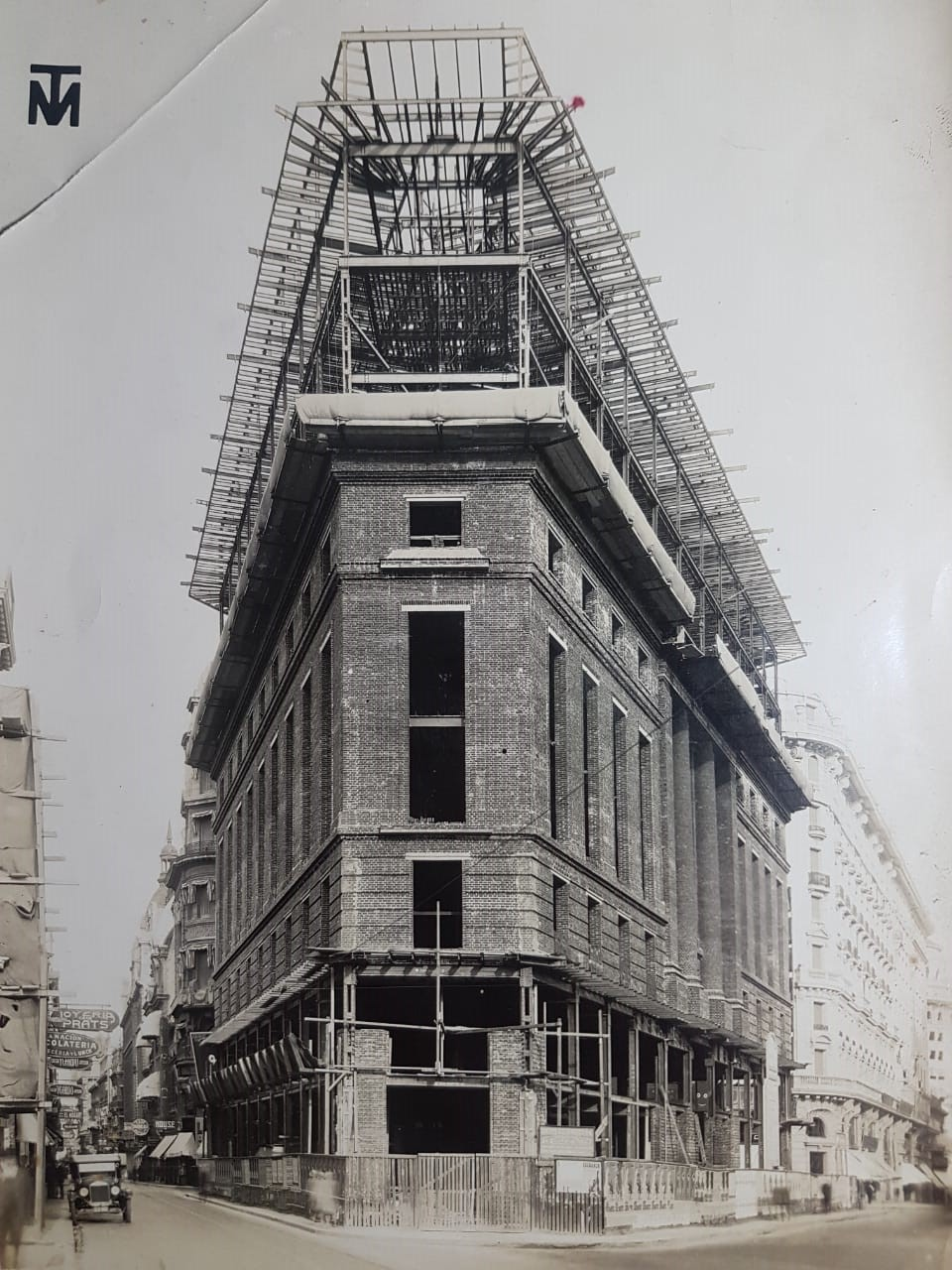
Center|Hotel Continental Hotel desde Diagonal Norte (1929)
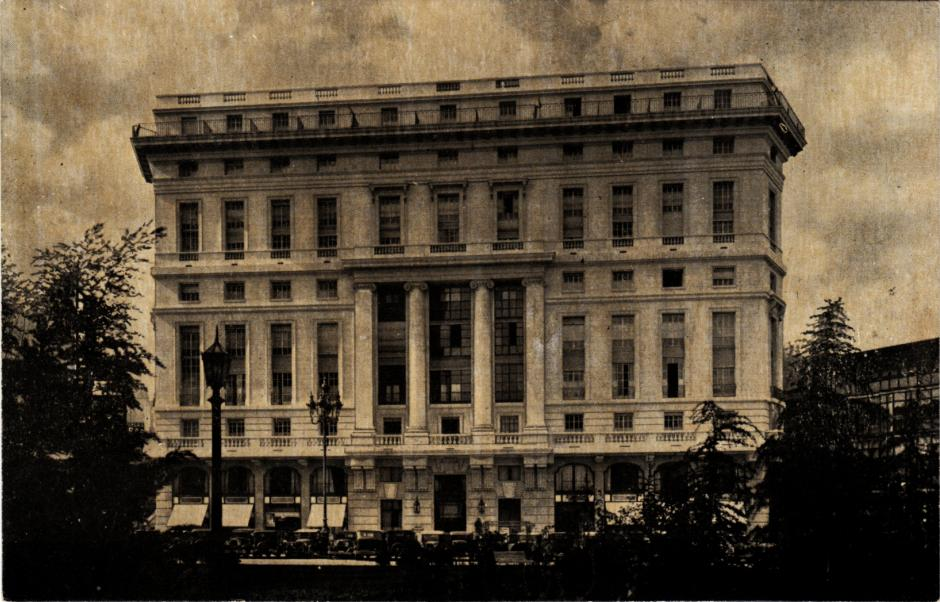
Center|Hotel Continental Hotel en tiempos de su inauguración (1931)
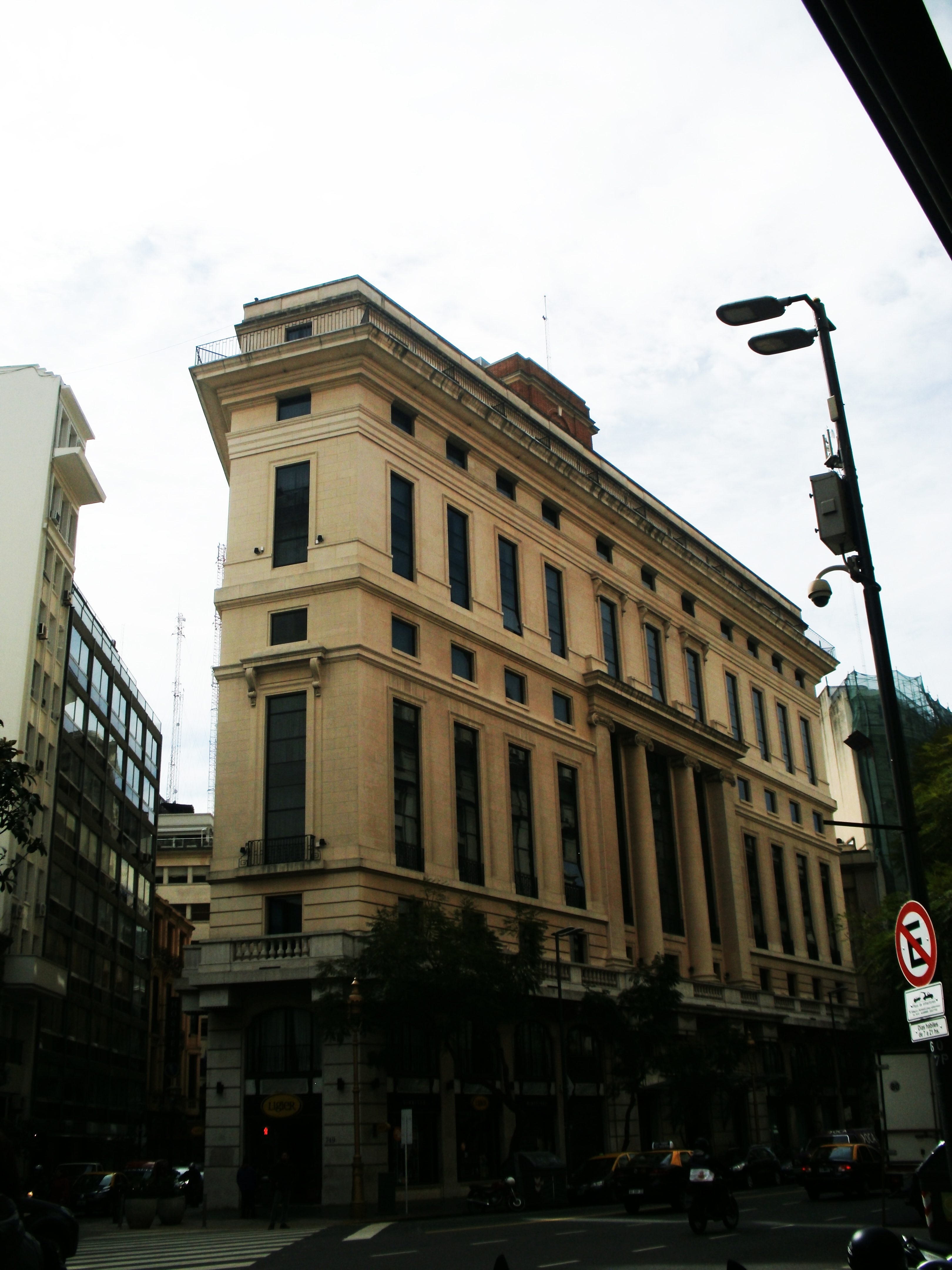
Center|Hotel Continental Hotel inaugurado
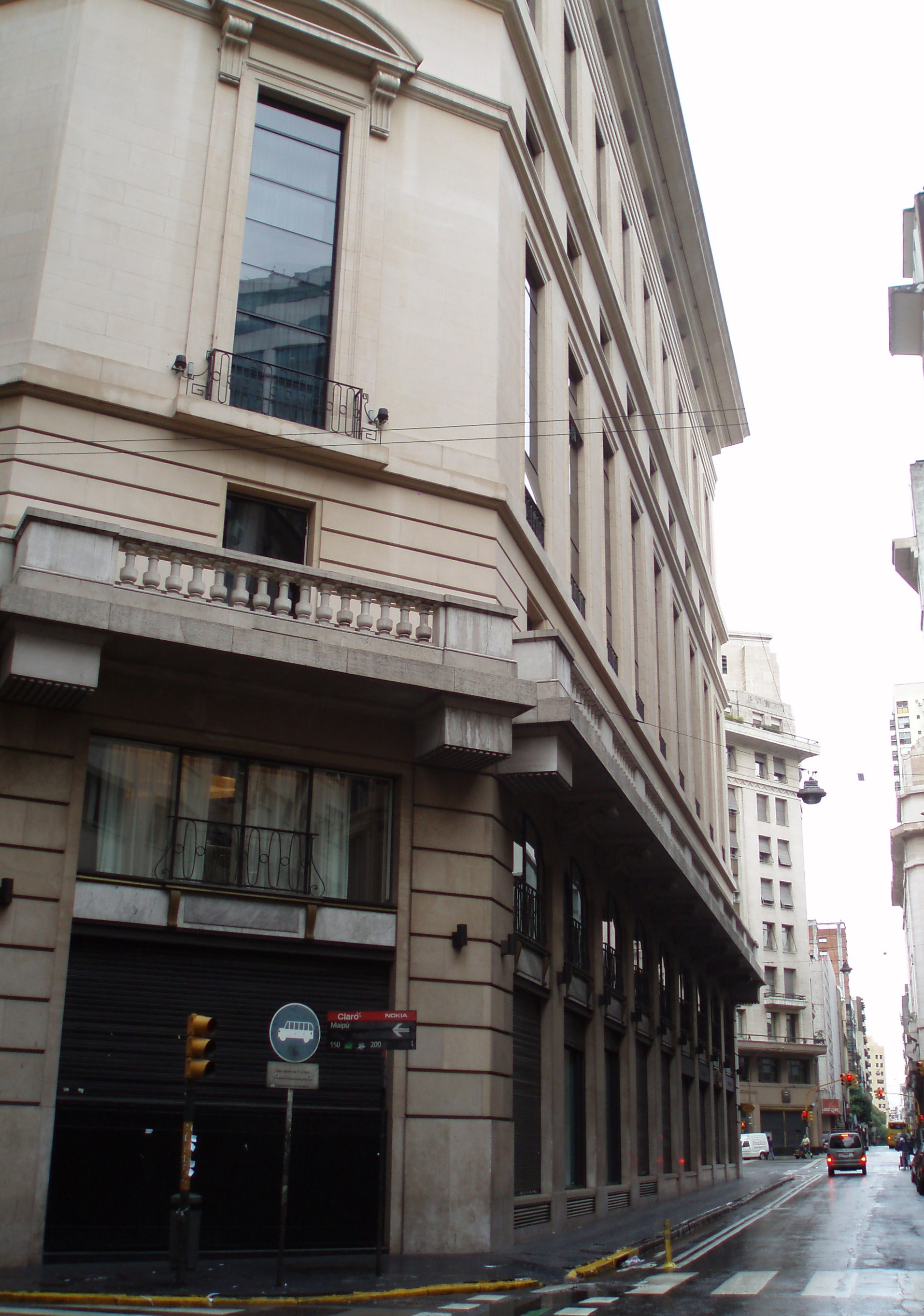
Center|Hotel Continental Vista desde la esquina de Maipú y Perón
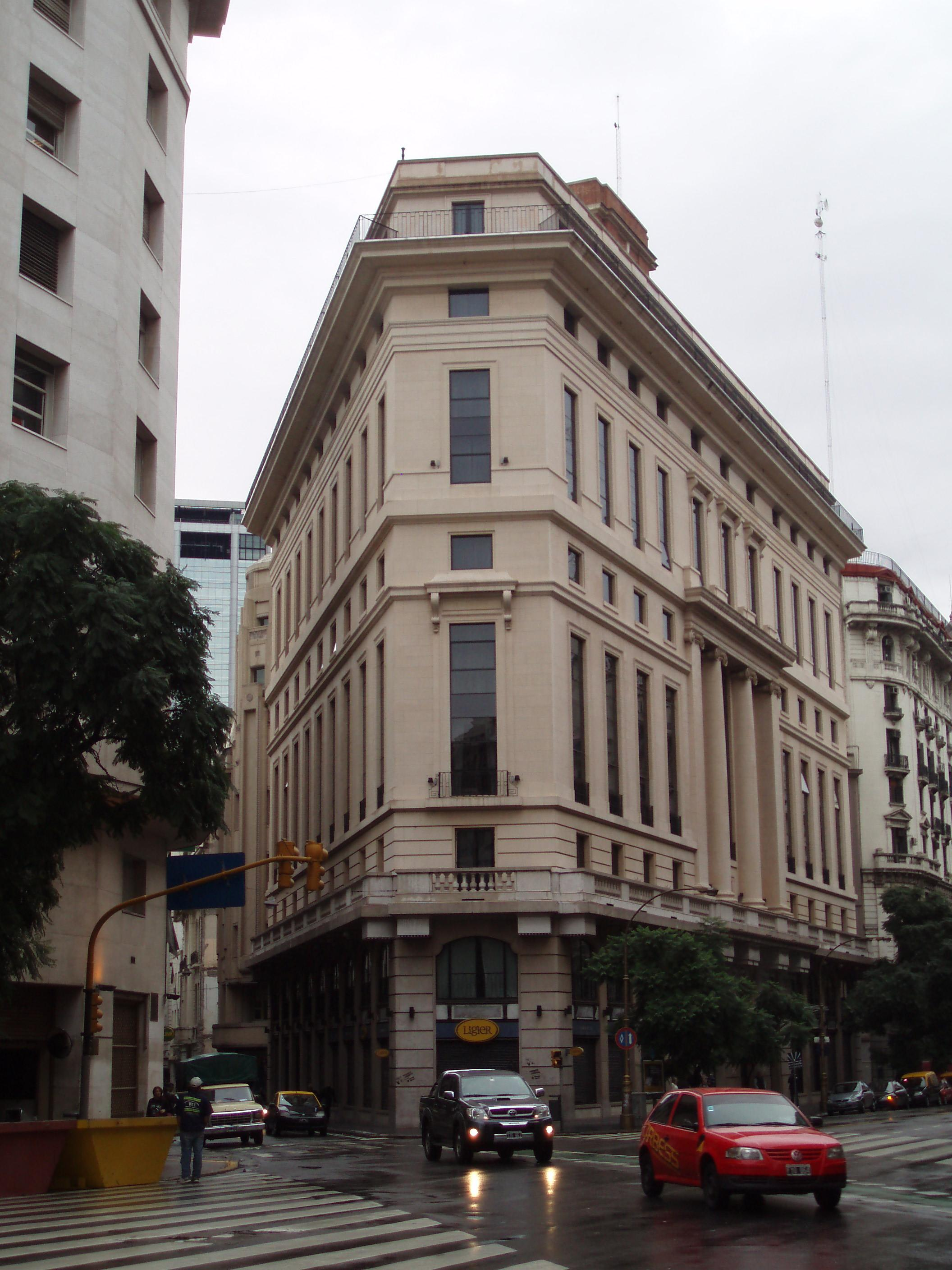
Center|Hotel Continental Vista desde Diagonal Norte